# Трехтингсхаузен
Трехтингсхаузен (њем. Trechtingshausen) општина је у њемачкој савезној држави Рајна-Палатинат. Једно је од 66 општинских средишта округа Мајнц-Бинген. Према процјени из 2010. у општини је живјело 1.004 становника. Посједује регионалну шифру (AGS) 7339058.

## Географски и демографски подаци
Трехтингсхаузен се налази у савезној држави Рајна-Палатинат у округу Мајнц-Бинген. Општина се налази на надморској висини од 97 метара. Површина општине износи 8,2 km². У самом мјесту је, према процјени из 2010. године, живјело 1.004 становника. Просјечна густина становништва износи 122 становника/km².